# Giovanni Delfino (1545-1622)
Pour les articles homonymes, voir Giovanni Delfino et Delfino.
Giovanni Delfino (né en 1545 à Venise  et mort le 25 novembre 1622 à Venise) est un cardinal italien  du début du XVIIe siècle. D'autres cardinaux de la famille sont Giovanni Delfino (1667), Daniello Marco Delfino (1699) et Daniele Delfino (1747).

## Biographie
Giovanni Delfino est ambassadeur de la république de Venise au Saint-Siège et procuratore de la cathédrale de S. Marc à Venise. Il est élu évêque de Vicence en 1603 et est consacré par Alfonso Visconti avec comme co-consécrateurs Tommaso Contarini et Leonardo Mocenigo (en). Il résigne en 1606 au plus tard.
Le pape Clément VIII le crée cardinal lors du consistoire du 9 juin 1604. 
Delfino participe aux deux conclaves de 1605 (élection de Léon XI et de Paul V) et au conclave de 1621 (élection de Grégoire XV). Il est camerlingue du Sacré Collège entre 1619 et 1620.

## Succession apostolique
Giovanni Delfino a ordonné les évêques suivants :
- Archevêque Aloisio Grimani (de) (1605)
- Évêque Cornelio Sozomeno (en) (1605)
- Évêque Dionisio Dolfin (it) (1606)
- Évêque Ottavio Saracini (it) (1606)
- Archevêque Marino Bizzi (it) (1608)
- Évêque Zerbino Lugo (it) (1609)
- Évêque Giovanni Emo (it) (1611)
- Évêque Pietro Emo (en), C.R. (1612)
- Évêque Bartolomeo Cartolario (en) (1613)
- Évêque Andreas Corbelli (1613)
- Évêque Gian Alberto Garzoni (1614)
- Évêque Vitalis de L'Estang (1615)
- Évêque Pietro Paolo Miloto (1615)
- Évêque Matteo Sanudo (1615)